# Inval-Boiron
Inval-Boiron település Franciaországban, Somme megyében. Lakosainak száma 120 fő (2022. január 1.). Inval-Boiron Andainville, Bermesnil, Le Mazis, Neuville-Coppegueule és Senarpont községekkel határos.

## Népesség
A település népességének változása:
| Lakosok száma | 106  | 112  | 114  | 113  | 113  | 112  | 113  | 114  | 120  |
|               | 2013 | 2015 | 2016 | 2017 | 2018 | 2019 | 2020 | 2021 | 2022 |